# Walter Leiser
Walter Leiser (4 de mayo de 1931-9 de diciembre de 2023) fue un deportista suizo que compitió en remo como timonel.
Participó en los Juegos Olímpicos de Helsinki 1952, obteniendo una medalla de plata en la prueba de cuatro con timonel. Ganó una medalla de bronce en el Campeonato Europeo de Remo de 1953.

## Palmarés internacional
| Juegos Olímpicos   | Juegos Olímpicos       | Juegos Olímpicos  | Juegos Olímpicos   |
| Año                | Lugar                  | Medalla           | Prueba             |
| ------------------ | ---------------------- | ----------------- | ------------------ |
| 1952               | Helsinki (Finlandia)   | Medalla de plata  | Cuatro con timonel |
| Campeonato Europeo |                        |                   |                    |
| Año                | Lugar                  | Medalla           | Prueba             |
| 1953               | Copenhague (Dinamarca) | Medalla de bronce | Cuatro con timonel |